# Atsuo Asami
Atsuo Asami (japanska: 浅見 敦夫?, Asami Atsuo) född 1952, är en japansk astronom.
Minor Planet Center listar honom som A. Asami och som upptäckare av 14 asteroider.

## Lista över upptäckta mindre planeter och asteroider
| 13691 Akie          | 30 september 1997 |
| 13815 Furuya        | 22 december 1998  |
| 17683 Kanagawa      | 10 januari 1997   |
| 39799 Hadano        | 23 oktober 1997   |
| 47086 Shinseiko     | 10 januari 1999   |
| 55875 Hirohatagaoka | 1 november1997    |
| 152647 Rinako       | 29 oktober 1997   |